# Хилполт III фон Щайн
Хилполт III фон Щайн (на немски: Hilpolt III von Stein; † 1379/1380) е благородник от род фон Щайн в Бавария, господар на Зефелд и Хилполтщайн.
Той е най-големият син на Хилполт II фон Щайн († 1345) и съпругата му Елзбет фон Лабер († сл. 1345), дъщеря на Хадмар II фон Лабер († 1324) и Агнес фон Абенсберг, дъщеря на Улрих I фон Абенсберг († сл. 1300) и Агнес фон Леонсберг († сл. 1291).
Хилполт III фон Щайн играе важна роля през 1314 г. при избора на Вителсбахския херцог Лудвиг от Горна Бавария за римско-немски крал (Лудвиг IV Баварски) и получава от него имоти. Хилполт III и IV имат след 1350 г. висши постове в управлението при Вителсбахските херцози.
Със син му Хилполт IV родът фон Щайн измира по мъжка линия през 1385 г.

## Фамилия
Хилполт III фон Щайн се жени пр. 29 юни 1332 г. за Маргарета фон Зефелд († пр. 24 юни 1371), дъщеря на Маркварт фон Зефелд († 1351) и Анна († 1322/1324). Те имат децата:
- Хилполт IV фон Щайн († 20 август 1385), господар на Зефелд и Хилполтщайн, женен пр. 13 март 1369 г. за Маргарета фон Геролдсек († 27 април 1418), дъщеря на Валтер VII фон Геролдсек († сл. 1379) и Маргарет фон Тюбинген († сл. 1385)
- Елизабет фон Щайн († сл. 8 януари 1398), омъжена за рицар Свигер фон Гунделфинген-Еренфелс († 14 февруари 1421), син на рицар Свигер X фон Гунделфинген († 1384) и Салмей († 1346/1356)
- Барбара фон Щайн, омъжена за Хилполт фон Хоенфелс († сл. 1388)
- Анна фон Щайн, омъжена за Мартин I Фьорч фон Турнау († сл. 1388)

Хилполт III фон Щайн се жени втори път пр. 24 юни 1371 г. за Берта фон Рехберг († сл. 1351 или 3 юни 1396/29 юли 1398), дъщеря на Конрад IV фон Рехберг († 1351) и Луция фон Айхайм или Ута фон Нойфен († сл. 1351). Те имат една дъщеря:
- Елизабет (1) фон Щайн († сл. 16 декември 1386), омъжена пр. 1376 г. за Вилхелм I фон Тьоринг († 1383), син на Зигфрид II/ IX фон Тьоринг-Винхьоринг-Туслинг († 1383) и Агнес († сл. 1352)